# Ревушки
Реву́шки — село в Україні, у Ковельському районі Волинської області. Входить до складу Турійської селищної громади. Населення становить 190 осіб.

## Географія
Село розтащоване на правому березі річки Турії.

## Історія
У 1906 році село Турійської волості Ковельського повіту Волинської губернії. Відстань від повітового міста 35 верст, від волості 21. Дворів 39, мешканців 282.
У 1943 р. тут активно діяла УПА, зокрема ліквідувала польську агентуру.
12 червня 2020 року, відповідно до розпорядження Кабінету Міністрів України № 708-р «Про визначення адміністративних центрів та затвердження територій територіальних громад Волинської області», увійшло до складу Турійської селищної територіальної громади.
19 липня 2020 року, в результаті адміністративно-територіальної реформи та ліквідації Турійського району, село увійшло до новоутвореного Ковельського району. 

## Населення
Згідно з переписом УРСР 1989 року чисельність наявного населення села становила 200 осіб, з яких 87 чоловіків та 113 жінок.
За переписом населення України 2001 року в селі мешкало 190 осіб.

### Мова
Розподіл населення за рідною мовою за даними перепису 2001 року:
| Мова       | Відсоток |
| ---------- | -------- |
| українська | 99,47 %  |
| білоруська | 0,53 %   |

## Пам'ятки
- На схід від села знаходиться Загальнозоологічний заказник місцевого значення «Осівський»